# Cañada (Alicante)
Cañada (en valenciano y oficialmente, la Canyada) es un municipio de la Comunidad Valenciana, España. Está situado al noroeste de la provincia de Alicante, en la comarca del Alto Vinalopó, subcomarca del Valle de Biar.

## Geografía física
Cañada se encuentra en la parte más occidental del Valle de Biar, en la amplia cañada que lo une a la cuenca de Villena. El término municipal, de forma estrecha y alargada de NO a SE, tiene 19,8 km² y es rico en acuíferos y canteras, de donde se extraen rocas utilizadas en la construcción.
El término de Cañada, al igual que el de Campo de Mirra, consta de cuatro unidades de relieve bien diferenciadas. Al norte está la sierra de la Solana, con alturas de hasta 889 m s. n. m., de donde parten algunos barrancos que van a morir al extenso glacis que se extiende al SE de la sierra y acaba directamente sobre la cañada, al sur de la cual se alza la sierra de Sanmayor, cuya altura máxima en el término de Cañada es la Creueta (657 m).
Localidades limítrofes
|                | Norte: Villena |                      |
| Oeste: Villena |                | Este: Campo de Mirra |
|                | Sur: Biar      |                      |

## Historia
Los restos más antiguos hallados en el término de Cañada consisten en un enterramiento y poblado eneolítico, localizado en la Cova de la Mina, así como tres pequeños poblados de la Edad del Bronce: el Cabezo Candela, los Purgaticos y la Creueta. El origen de la localidad actual se encuentra en una alquería musulmana del término de Biar llamada «Benisamayo», que se encontraba en la falda del Monte Sanmayor. Tras la conquista cristiana de Biar por parte de Jaime I, pasó a formar parte del Reino de Valencia y la Corona de Aragón.
A finales del siglo XVII empezaron a multiplicarse en esta zona las casas dispersas, próximas a las acequias y a los huertos y articuladas en su mayoría a lo largo del camino de Benejama a Villena (actual CV-81). A mediados del siglo XVIII se configuró la partida de la Cañada a partir de varios grupos de casas dispersas en el valle («Portell», «La Solana», «El Huerto», «La Casa Tapias» y «El Pinaret», etc.), cuyo elemento aglutinador estaba conformado por el alcalde pedáneo, germen del futuro ayuntamiento de Cañada.
Formó parte del municipio de Biar hasta 14 de diciembre de 1795, en que pasó a depender de Benejama. En 1836 se constituyó en municipio con Campo de Mirra y en 1843 se segregaron para formar dos municipios diferentes. En el Diccionario de Madoz (1845-1850) aparece la siguiente descripción:

CAÑADA: l[ugar] con ayunt[amiento] de la prov[incia] de Alicante (8 leg[uas]) [...] Sit[uado] en la falda del cerro de San Cristóbal [...] Tiene unas 150 casas esparcidas en grupos de 20 y 30 sin formar cuerpo de pobl[ación], siendo los principales la Solana, el Portillo y el Pinaret; una escuela de niños [...] una igl[esia] parr[oquial] (San Cristóbal), aneja de la de Benejama [...] un cementerio bastante ventilado que en nada perjudica á la salud pública, y una ermita en la cima del monte de San Cristóbal dedicada á San Bartolomé [...] El término es todavía común con el de Campo [de Mirra] [...] se encuentran algunos montes generalmente desp[oblados], pues solo crían algunas matas bajas. El terreno es llano por lo regular, bastante fuerte en el centro del valle que se encuentra entre el monte de San Cristóbal y el Morron; pero ligero y fresco en las faldas de los espresados montes; contiene sobre 2,500 tahullas de las cuales se riegan las mayor parte con las aguas del r[ío] Vinalapó, y otras tantas de secano [...] Los caminos se dirigen á Villena, Caudete, Biar y Benejama y se hallan en regular estado. Prod[ucción]: trigo, cebada, centeno, panizo, vino, nueces, almendras, legumbres y hortalizas, y sostiene ganado lanar. Ind[ustria]: la agrícola, dedicándose algunos poco á arrancar leñas y esparto para venderlo después [...]
 CAMPO: [...] Pobl[ación]: juntamente con Cañada, 402 vec[inos], 1,472 alm[as] [...] Este pueblo y de Cañada dependendian anteriormente de Biar y luego de Benejama, cuando esta se separó de aquella, hasta que en el año 1821 consiguieron erigirse en pueblo independiente. La reacción del año 23 les sometió de nuevo á dicha v[illa], pero en el 36 alcanzaron otra vez su separación. En 24 de abril de 43 se desmembró Canada [sic] del Campo, formando 2 pueblos distintos.
Diccionario de Madoz

## Geografía humana

### Demografía
Cuenta con una población de 1225 habitantes (INE 2024).
| Gráfica de evolución demográfica de Cañada entre 1857 y 2021 |
| |
| Población de derecho según los censos de población del INE Población de hecho según los censos de población del INEEntre el censo de 1857 y el anterior, aparece este municipio porque se segrega del municipio 03051 (Campo de Mirra) |

### Economía
Su economía tradicional está basada en la agricultura. La superficie agrícola es de unas 1000 ha, de las que unas 200 son de regadío. El cultivo principal es el olivo, seguido del viñedo y el almendro, ambos en franco retroceso. En el regadío destacan los árboles frutales (ciruelos, cerezos y manzanos).
Paralelamente a esta, hay algunas pequeñas industrias relacionadas con el sector del textil, de la madera o de los juguetes, instaladas en su mayoría por empresarios de Bañeres y Villena, atraídos por el suelo más barato.

### Transportes
Por el término de Cañada circulan las siguientes carreteras:
| CV-81 Enlaza Onteniente con Villena y Yecla. |
| CV-807 Enlaza Cañada con Biar.               |

## Patrimonio
- La Creueta: Una de las últimas estribaciones NE de la sierra de Sanmayor, se trata de un cerro cubierto de pinos. En su cima hay ruinas de un poblado ibérico.[2]
- Iglesia parroquial de San Cristóbal: Del siglo XIX, es parroquia desde 1920.[2]

## Urbanismo
A finales del siglo XVIII el conjunto de caseríos alineados a lo largo del camino de Benejama a Villena comenzó a tomar una forma más articulada, que, con la apertura a principios del siglo XIX de la carretera CV-81, acabó consolidándose en su forma actual de pueblo-calle.

## Cultura
- Auto de los Reyes: Es la representación del auto sacramental "La venida y adoración de los Santos Reyes Magos al Niño Jesús", basada en el libro "La Santa Infancia del Niño Jesús" que escribió Gaspar Fernández de Ávila en 1764.[2] Se viene celebrando desde el siglo XIX y en ella participan gran parte de los vecinos. La representación se desarrolla de manera itinerante por las calles en combinación con escenarios fijos, durante los días 5, 6 y 7 de enero.
- Fiestas patronales: Se celebran en julio en honor a la Virgen del Carmen y San Cristóbal.[2]